# Sharon Bezaly
Sharon Bezaly (* 1972 in Israel) ist eine israelische klassische Flötistin. Bezaly wurde in Israel geboren, lebt jedoch seit 2010 in Schweden. Ihren ersten Soloauftritt hatte sie 1986 im Alter von 14 Jahren mit den Israelischen Philharmonikern unter der Leitung von Zubin Mehta. Später trat sie der Camerata Salzburg bei und sicherte sich darin die Stelle der ersten Soloflöte. Ihre endgültige Solokarriere setzte sie schließlich ab 1997 fort. 

## Auftritte
Sharon Bezaly tritt seitdem mit Symphonie- und Kammerorchestern in Japan, China, Israel, Mittel- und Westeuropa, England, Nord- und Südamerika, Australien und Skandinavien auf. Sie gab Konzerte in wichtigen Konzerthäusern der Welt, wie dem Musikverein Wien, dem Châtelet in Paris und der Suntory Hall in Tokio sowie auf Festivals mit Gidon Kremer aus dem Bartók Quartett. Im Mai 2006 trat sie in der Orchestra Hall in Minneapolis mit Osmo Vänskä und dem Minnesota Orchestra auf.

## Auftragswerke
Es wurden bislang dreizehn beauftragte Konzerte für sie geschrieben, von Komponisten wie Kalevi Aho, Sofia Gubaidulina, Christian Lindberg und Zhou Long. Ab Juli 2008 wurden drei weitere für sie komponiert.

## Diskografie
Bezaly brachte 24 CDs bei dem schwedischen Label BIS Records heraus. Sie ist mit dem Leiter des Unternehmens Robert von Bahr verheiratet. Ihre Flöte wurde von Muramatsu Flutes aus 24-karätigem Gold gefertigt.

## Auszeichnungen
- Preisträgerin „Cannes Klassischer junger Künstler des Jahres“
- Preisträgerin „Klassik Echo“; Instrumentalistin des Jahres